# Tu-360 (航空機)
Tu-360
- 用途：極超音速戦略爆撃機
- 分類：戦略爆撃機
- 設計者：ツポレフ設計局
- 製造者：
- 生産数：0

ツポレフ Tu-360はかつて1980年代にソビエトのツポレフ設計局で計画された極超音速戦略爆撃機。大半の技術はツポレフ Tu-2000で流用される。

## 設計と開発
ツポレフ設計局はTu-360をTu-160をマッハ4で飛行するTu-230のように置き換える計画だった。いくつかの資料によればそれはTu-2000BでTu-2000で使用される液体水素ラムジェットエンジンを流用する仕様だった。公式にはTu-360と呼ばれる。Tu-360はTu-230と同じ配置だが、大幅に大型化され高速化された。マッハ6での飛行には液体水素を必要として、2つの爆弾槽内に兵器を格納した。予定された離陸時の重量はおよそ350,000 kgで兵器は10,000 kgだった。ツポレフはTu-360の飛行特性を調べるために重量が176,370 ポンド(80,000 kg)の縮小版の実験機を製造する予定だったがソビエト経済の衰退により必要な予算が得られず中止された。

## 仕様
- 乗員: 2名
- 全長: 100 m (328 ft 1 in)
- 全幅: 40.7 m (133 ft 6 in)
- 主翼面積: 1,250 m2 (13,500 sq ft)
- 空虚重量: 192,000 kg (423,288 lb)
- 最大離陸重量: 350,000 kg (771,618 lb)
- エンジン: 液体水素 (LH2)ターボジェット/ラムジェット

性能
- 最高速度: マッハ 6
- 航続距離: 15,000 km (9,321 mi; 8,099 nmi)
- 巡航高度: 30,000 m (98,000 ft)